# Трокунд
Флавий Апалий Ил Трокунд (на латински: Flavius Appalius Illus Trocundes; на гръцки: Τρὁκονδος; † 485 г.) е политик и военачалник на Източната Римска империя през 5 век.

## Биография
Той е от исаврийски произход и играе важна роля по времето на управлението на императорите Зенон и Василиск. Трокунд поддържа заедно с брат си Ил през януари 475 бунта на Василиск против Зенон.
През 479 г. той става magister militum praesentalis и patricius. През 482 г. той е консул заедно със Северин Младши (на Запад). Участва в бунта за издигане на Леонтий за антиимператор през 484 и е убит през 485 г.